# Albert Vierling
Albert Ludwig Vierling (Straubing, 14 de setembro de 1899 – Langenhagen, 13 de junho de 1989) foi um engenheiro mecânico alemão, professor de movimentação de material na Universidade de Hanôver, onde foi reitor.

## Condecorações
- 1975 Doutor honoris causa da Universidade de Karlsruhe.

## Publicações selecionadas
- Beitrag zur Frage der Ermittelung der mechanischen Verluste bei Schachtförderanlagen, Berlim, VDI-Verlag, 1930.
- Die Schachtfördereinrichtungen auf dem Oberharz um 1700 (Schriftenreihe der Fachgruppe für Geschichte der Technik beim Verein Deutscher Ingenieure), VDI-Verlag, Berlim, 1933
- Schweißen beim Bau von Förderanlagen. Die Bevorzugung des Schweißens beim Bau von Förderanlagen..., in: Fördertechnik 1938, H. 1.
- Leistungssteigerung im Bergbau durch die Fördertechnik, in: Fördertechnik 1939, H. 10.
- (com Fritz Süchting) Aufgaben aus der Maschinenkunde und Elektrotechnik, Braunschweig, Vieweg, 2. Edição, 1952.

## Publicação festiva
- Fördertechnik. Lehre, Forschung, Praxis. Albert Vierling zum 70. Geburtstag gewidmet. Ed. por Siegfried Böttcher, Mainz, 1969.